# Ramón Balart y Granada
Ramón Balart y Granada (Reus, 2 de febrero de 1794-Barcelona, 7 de febrero de 1876) fue un profesor de latín y poeta español.

## Biografía
Natural de Reus, estudió humanidades en el aula pública de esta ciudad y, cuando hubo terminado los estudios de Retórica, se vio obligado a empuñar las armas con el estallido de la guerra contra los franceses. Al regresar a su hogar, una vez concluida la contienda, no pudo continuar con sus estudios y hubo de entrar a trabajar como mayordomo en una fábrica para conseguir ingresos. Un día que trabajaba en la fábrica, cosiendo un fardo con una aguja de ensalmar, se la clavó en el ojo izquierdo, que se le vació al instante. Inutilizado para ese trabajo, comenzó a impartir clases de gramática latina. Llegó a conocer en profundidad a autores como Cicerón o Virgilio, cuyas obras se sabía de memoria.
Abrió cursos de latín en su ciudad natal, haciéndole competencia a los del aula sostenida por el Ayuntamiento. Los suyos fueron, aun así, muy concurridos. No obstante, hubo de trasladarse a Villafranca del Panadés primero y a Tivisa después, si bien continuó dedicándose a la enseñanza. No obstante, suponiéndosele afiliado al partido realista, hubo de escapar precipitadamente para poner a salvo su vida.
Con el objetivo de asentarse, tomó parte en las oposiciones que se verificaron en Barcelona el 8 de agosto de 1846 para proveer una cátedra de Latín vacante en el instituto de segunda enseñanza; sin embargo, no se hizo con ella. Más adelante, el 27 de noviembre de 1857, fue nombrado profesor auxiliar en el instituto de Ciudad Real, de donde pasó con igual título al instituto de segunda enseñanza de Huelva. Descontento con su condición nómada, se decidió a tomar parte en las oposiciones que se celebraron en Madrid en julio de 1862 para proveer una cátedra de Latín vacante en el instituto de segunda enseñanza de Gerona. La consiguió y, nombrado catedrático el 31 de julio de 1862, desempeñó el cargo hasta que se jubiló el 22 de marzo de 1870.
Sin embargo, por no contar el número de años suficiente para tener opción a sueldo, quedó en complicada situación, sin recursos ni ingresos. Se trasladó, pues, a Barcelona, donde tenía amigos. En Madrid, merced a sus trabajos literarios, era conocido de un reducido círculo de personas, quienes profesaban todavía culto a las humanidades. Así, pudo encontrar remedio a su situación. Severo Catalina, que a la sazón era ministro de Fomento, estaba preparando el Reglamento del Cuerpo de archiveros, bibliotecarios y anticuarios. El nombre de Balart llegó a sus oídos por medio de amigos comunes y lo dispuso todo para que este pudiera conseguir plaza. Este, sin embargo, se enteró de que su única hija había caído gravemente enferma y no pudo hacerse con ella. Apenas restablecida la salud de la joven, Balart hizo los preparativos para marchar, pero la revolución desvaneció sus esperanzas.
Nombrado diputado Emilio Sicars y de Palau, se le ocurrió a Simeón Tuyet y Garriga, catedrático de Latín en el Instituto de Barcelona e íntimo de ambos, pedirle su intercesión en pro de Balart. Era a la sazón director general de Instrucción Antonio Ferrer del Río, quien, aunque de ideas políticas antagónicas a las de Sicars, intervino en favor de Balart. Este pedía el nuevo ingreso en el profesorado de segunda enseñanza, lo cual era legalmente irrealizable, pero al fin se le nombró catedrático de Latín en el instituto de segunda enseñanza de Teruel el 26 de junio de 1872, enmendando así el error.
No pudo tomar posesión de la cátedra dentro del plazo legal, puesto que, al dirigirse al edificio de Correos de Barcelona para echar en el buzón la carta en que se anunciaba su próxima partida, un coche lo derribó y le causó contusiones que le obligaron a guardar cama por algún tiempo. Si bien le concedieron prórrogas, cuando se dispuso nuevamente a cumplir con el precepto legal de la toma de posesión, otro contratiempo le impidió la realización de su intento. Caminaba por un estrecho sendero sobre una de las márgenes de la Riera d'en Malla cuando el reflejo de los rayos solares desde los cristales de una ventana de una casa del Ensanche lo deslumbró y, quedando ciego del único ojo que tenía, perdió el equilibrio y fue rodando hasta el cauce. A causa de la caída se le dislocó un pie.
Falleció en Barcelona el 7 de febrero de 1876, pocos días antes de recibir de Jerónimo Borao, rector de la Universidad de Zaragoza, oficio de la Dirección general, en la cual se le concedía licencia indefinida para tomar posesión de la cátedra de Teruel, asignándole todo el sueldo y disponiendo que el sustituto nombrado por él o por el claustro fuesen pagados de fondos provinciales o de imprevistos.

## Obra y personalidad
Dice de él Elías de Molins, en su Diccionario biográfico y bibliográfico de escritores y artistas catalanes del siglo XIX, lo siguiente:

La naturaleza no le había favorecido en cuanto a las condiciones físicas que se requieren para consagrarse al magisterio público, especialmente a la enseñanza de los niños de poca edad que suelen concurrir a las aulas de latín, pues además de ser tuerto por causa del accidente desgraciado, era algo sordo y un poco balbuciente; sin embargo, las condiciones intelectuales y morales de que se hallaba adornado y sus aptitudes pedagógicas compensaban con exceso aquellos defectos naturales. Estaba dotado de una sensibilidad exquisita. Más de una vez recitando los versos de la Eneida, que se refieren a las desventuras de Dido, le saltaron las lágrimas de los ojos, por más que supiera que eran ficción de poeta las desdichas de la reina de Cartago; recordando las suyas propias, sentía compasión por las ajenas.

Escribía en hexámetros latinos los principales acontecimientos de su vida, así que legó, de forma escrita, a sus hijos su autobiografía, que tituló Ad Posteritatem. Era profundamente católico y tenía gran confianza en Dios. Elías de Molins lo describe como «humilde sin bajeza, paciente ante las más duras pruebas de la suerte, y siempre resignado y digno».
Escribió mucho en latín, más en verso hexámetro que en prosa. Solía componer de noche, acostado, y a la mañana siguiente, sin dilación, vertían en el papel el fruto de sus lucubraciones. «Aunque no estaba dotado de brillante imaginación —sigue Elías de Molins—, suplía este defecto por la feliz imitación del poeta que le servía de modelo, escribiendo con naturalidad y elegancia versos virgilianos. Pensaba siempre en el idioma del original, por esta razón sus escritos son relativamente espontáneos, en cuanto cabe, respecto del manejo de un idioma que no se ha adquirido con la leche de la nodriza».
Además de su autobiografía, dejó inédito un poema sobre santo Tomás de Aquino, por quien sentía profunda veneración. Asimismo, imprimió en pliegos sueltos algunos cantos latinos a la Inmaculada, a la Natividad y a Jesucristo, así como en conmemoración del asalto de Gerona por los franceses en octubre de 1809. Este acontecimiento le sugirió la idea de escribir otro de más aliento —Obsidium, oppugnatio et defensio urbis gerundensis—, que realizó más tarde y consta de 1096 hexámetros.